# Teddy Geiger

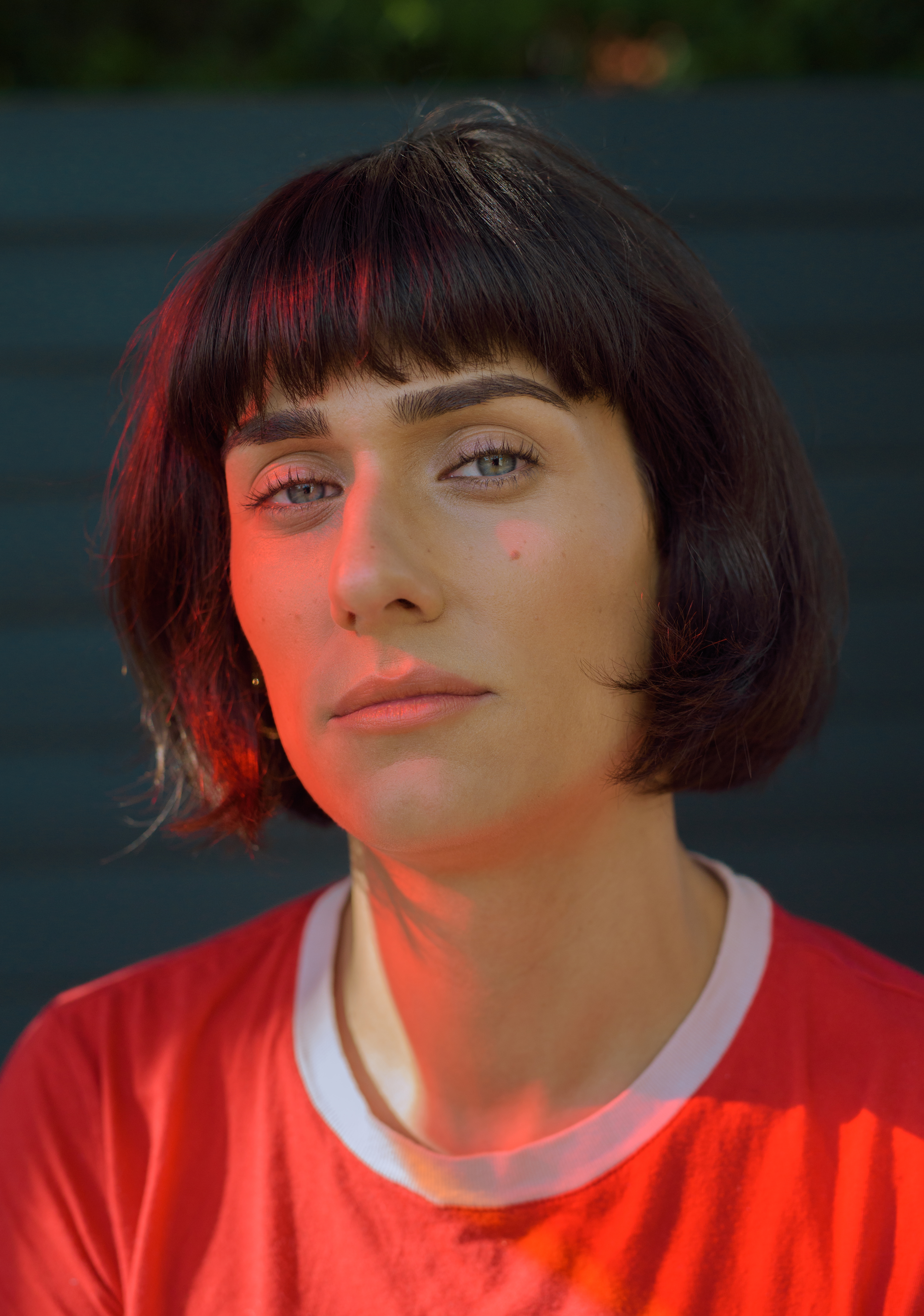
Teddy Geiger

John Theodore (Teddy) Geiger II (Buffalo (New York), 16 september 1988) is een Amerikaanse zangeres en songwriter.
In 2006 verscheen haar debuutalbum Underage Thinking. Op 29 april 2007 won Geiger de prijs voor "Spankin' New Artist" op de Australia Music Awards. Het oorspronkelijke plan was dat haar tweede album, The March, eind 2007 zou uitkomen, maar door een rol in een film werd de datum verschoven naar 2008. In dat jaar eindigde echter de samenwerking met Columbia Records, waardoor de cd er nooit kwam.
Op 1 juni 2007 werd aangekondigd dat Geiger een rol zou spelen in de film The Rocker met onder anderen Rainn Wilson, Christina Applegate en Emma Stone. Zij zou de rol van Curtis spelen, de leadgitarist van een band. De film kwam op 20 augustus 2008 is de bioscoop.
In oktober 2017 maakt zij bekend dat zij “in transitie” ging naar het vrouwelijk geslacht.
Op 9 november 2018 maakte zij haar verloving bekend met Emily Hampshire.

## Discografie

### Albums
- Step Ladder (ep) - 2005
- Underage Thinking - 21 maart 2006
- Underage Thinking - Look Where We Are Now (album plus nieuwe demo's en dvd) - 10 oktober 2006
- Snow Blankets the Night (kerst-ep, exclusief op iTunes) - 12 december 2006
- The March - nooit uitgebracht

### Singles
- "For You I Will (Confidence)"
- "These Walls"

### Soundtracks
- 2006 – "Gentlemen" in de film Aquamarine
- 2008 - "The Rocker"